# Mlle. La Mode
Mlle. La Mode è un cortometraggio muto del 1914 diretto da Harry A. Pollard. Prodotto dalla Beauty (American Film Manufacturing Company) su un soggetto di M.H. McKinstry, il film aveva come interpreti lo stesso regista affiancato dalla moglie, l'attrice Margarita Fischer, da Fred Gamble, Joe Harris e Adelaide Bronti.

## Trama
I Knox e i Lee appartengono alle più antiche famiglie di Santa Barbara e già da anni hanno concordato di fare sposare i propri figli tra di loro, così da unire i loro patrimoni in uno solo. Paul, il figlio di Knox, è stato all'estero per diversi anni; al suo ritorno, il padre lo informa dei suoi progetti, ma Paul - che non è per niente d'accordo - lascia la casa del padre. Pure Margaret Lee è dello stesso avviso: quando suo padre le dice che le ha trovato marito, lei se ne va via, decisa a trovarsi marito per conto suo, e trova lavoro come modella in una casa di mode. Lì conosce il nuovo autista. I due fanno amicizia e si innamorano. Lo chaffeur è, in realtà, Paul Knox che usa un nome falso per il suo lavoro, cosa che fa anche Margaret. I due innamorati scoprono le loro vere identità quando si presentano a chiedere la licenza di matrimonio. Sorpresi, si rendono conto ridendo di avere cercato di evitare ciò che il destino aveva organizzato per loro. Concludono così di tornare a casa e di affrontare, felici, il matrimonio combinato.

## Produzione
Il film fu prodotto dalla Beauty (American Film Manufacturing Company).

## Distribuzione
Distribuito dalla Mutual, il film - un cortometraggio in una bobina - uscì nelle sale statunitensi il 14 aprile 1914.